# (9754) 1990 QJ4
A (9754) 1990 QJ4 a Naprendszer kisbolygóövében található aszteroida. Henry Holt fedezte fel 1990. augusztus 23-án.